# 小林正明 (実業家)
小林 正明（こばやし まさあき、1947年1月3日 - 1998年2月25日）は、日本の実業家。自動車の装飾品など扱う小売会社「ゲインズ」などを経営。1989年の朝日杯3歳ステークス、1990年の東京優駿（日本ダービー）他に優勝したアイネスフウジンなどを所有した馬主でもあった。

## 経歴
25歳のとき自動車の装飾品・部品を扱う会社を設立して業績を挙げ、小林の会社「ゲインズ」は一時F1レースのスポンサーにも名を連ねた。

小林の勝負服

1988年12月に日本中央競馬会（JRA）の馬主資格を取得し、翌年にはアイネスフウジンが朝日杯3歳ステークスを制してGI競走に初優勝。翌1990年には、中央競馬史上最多の入場人員を記録した日本ダービーに優勝し、資格取得から2年でダービーオーナーとなった。ほか1993年の府中3歳ステークスを制したアイネスサウザーなども所有した。競馬記者の諸星由美は元々は
小林の経営する会社の従業員で、小林の紹介で競馬記者に転身した。
その後、本業でも関東から東海地方に続々と店を出していったが、業界は日本ダービー優勝の頃をピークとして以後景況が悪化していった。小林も1996年頃に銀行からの新規融資を断られ、1998年2月25日、東京都国立市内のホテルにおいて自動車関連企業の社長2名と共に心中自殺（縊死）した。51歳没。他の2名とは20年来の取引相手かつ友人であり、互いに手形を融通しあって資金を調達していたが、資金繰りに行き詰まったとされる。自殺した25日は決済日であった。小林には4億円の死亡保険が掛けられており、家族に対する遺書のほかに、会社の机上に「保険金を資金繰りの足しにしてください」という遺書が残されていた。会社は37億円の負債を抱え、小林の死去から2日後に自己破産手続きに入った。